# Majada (Murcia)
Majada es una entidad de población española del municipio de Mazarrón, perteneciente a la comunidad autónoma de la Región de Murcia.

## Historia
Hacia mediados del siglo XIX, el lugar, ya por entonces perteneciente a Mazarrón, tenía contabilizada una población de 167 habitantes. Aparece descrito en el undécimo volumen del Diccionario geográfico-estadístico-histórico de España y sus posesiones de Ultramar de Pascual Madoz con las siguientes palabras:

MAJADA: cas. perteneciente al térm. municipal de la v. de Mazarron (1 1/2 leg.), en la prov. de Murcia, part. jud. de Totana. pobl. 34 vec., 167 almas.
(Madoz, 1848, p. 30)

En 2023, la entidad singular de población tenía empadronados 170 habitantes.